# Adelaide International 2021
Adelaide International 2021 là một giải quần vợt thi đấu trên mặt sân cứng ngoài trời ở Adelaide, Nam Úc, Úc. Giải Adelaide International là một phần của WTA 500 trong WTA Tour 2021. Đây lần thứ 2 giải đấu được tổ chức và diễn ra tại Memorial Drive Tennis Centre từ ngày 22 đến ngày 27 tháng 2 năm 2021.

## Điểm và tiền thưởng

### Phân phối điểm
| Sự kiện | VĐ  | CK  | BK  | TK  | Vòng 1/16 | Vòng 1/32 | Q  | Q2 | Q1 |
| Đơn nữ  | 470 | 305 | 185 | 100 | 55        | 1         | 25 | 13 | 1  |
| Đôi nữ  | 470 | 305 | 185 | 100 | 1         | —         | —  | —  | —  |

### Tiền thưởng
| Sự kiện  | VĐ      | CK      | BK      | TK      | Vòng 1/16 | Vòng 1/32 | Q2     | Q1     |
| Đơn nữ   | $68,570 | $51,000 | $32,400 | $15,500 | $8,200    | $6,650    | $5,000 | $2,565 |
| Đôi nữ * | $25,230 | $17,750 | $10,000 | $5,500  | $3,500    | —         | —      | —      |

*mỗi đội

## Nội dung đơn

### Hạt giống
| Quốc gia | Tay vợt          | Xếp hạng1 | Hạt giống |
| -------- | ---------------- | --------- | --------- |
| AUS      | Ashleigh Barty   | 1         | 1         |
| SUI      | Belinda Bencic   | 12        | 2         |
| GBR      | Johanna Konta    | 15        | 3         |
| BEL      | Elise Mertens    | 16        | 4         |
| POL      | Iga Świątek      | 17        | 5         |
| CRO      | Petra Martić     | 19        | 6         |
| KAZ      | Yulia Putintseva | 28        | 7         |
| CHN      | Wang Qiang       | 34        | 8         |

- 1 Bảng xếp hạng vào ngày 8 tháng 2 năm 2021.

### Vận động viên khác
Đặc cách:
- Ashleigh Barty
- Olivia Gadecki
- Samantha Stosur
- Ajla Tomljanović

Vượt qua vòng loại:
- Madison Brengle
- Coco Gauff
- Maddison Inglis
- Jasmine Paolini
- Liudmila Samsonova
- Storm Sanders

Thua cuộc may mắn:
- Misaki Doi
- Christina McHale

### Rút lui
Trước giải đấu
- Ekaterina Alexandrova → thay thế bởi  Danielle Collins
- Bianca Andreescu → thay thế bởi  Jil Teichmann
- Victoria Azarenka → thay thế bởi  Zhang Shuai
- Marie Bouzková → thay thế bởi  Anna Blinkova
- Jennifer Brady → thay thế bởi  Shelby Rogers
- Anett Kontaveit → thay thế bởi  Caroline Garcia
- Elise Mertens → thay thế bởi  Christina McHale
- Rebecca Peterson → thay thế bởi  Misaki Doi
- Alison Riske → thay thế bởi  Veronika Kudermetova
- Elena Rybakina → thay thế bởi  Laura Siegemund
- Maria Sakkari → thay thế bởi  Anastasia Pavlyuchenkova
- Donna Vekić → thay thế bởi  Kristina Mladenovic
- Markéta Vondroušová → thay thế bởi  Zheng Saisai
- Dayana Yastremska → thay thế bởi  Wang Qiang

## Nội dung đôi

### Hạt giống
| Quốc gia | Tay vợt               | Quốc gia | Tay vợt          | Xếp hạng1 | Hạt giống |
| -------- | --------------------- | -------- | ---------------- | --------- | --------- |
| JPN      | Shuko Aoyama          | JPN      | Ena Shibahara    | 32        | 1         |
| CHN      | Duan Yingying         | CHN      | Zheng Saisai     | 47        | 2         |
| CHI      | Alexa Guarachi        | USA      | Desirae Krawczyk | 51        | 3         |
| USA      | Bethanie Mattek-Sands | USA      | Asia Muhammad    | 60        | 4         |

- 1 Bảng xếp hạng vào ngày 8 tháng 2 năm 2021.

### Rút lui
Trước giải đấu
- Anna Blinkova /  Veronika Kudermetova → thay thế bởi  Sharon Fichman /  Coco Gauff
- Chan Hao-ching /  Latisha Chan → thay thế bởi  Arina Rodionova /  Storm Sanders
- Gabriela Dabrowski /  Bethanie Mattek-Sands → thay thế bởi  Bethanie Mattek-Sands /  Asia Muhammad
- Nicole Melichar /  Demi Schuurs → thay thế bởi  Kaitlyn Christian /  Sabrina Santamaria
- Samantha Stosur /  Zhang Shuai → thay thế bởi  Ellen Perez /  Samantha Stosur

## Nhà vô địch

### Đơn nữ
- Iga Świątek đánh bại  Belinda Bencic, 6–2, 6–2[5]

### Đôi nữ
- Alexa Guarachi /  Desirae Krawczyk đánh bại  Hayley Carter /  Luisa Stefani, 6–7(4–7), 6–4, [10–3]